# Borownica (Poczołków)
Borownica – przysiółek wsi Poczołków w Polsce, położony w województwie opolskim, w powiecie oleskim, w gminie Zębowice.
W latach 1975–1998 przysiółek administracyjnie należał do ówczesnego województwa opolskiego.